# Дрињача (Зворник)
Дрињача је насељено мјесто у општини Зворник, Република Српска, БиХ. Према попису становништва из 2013. у насељу је живјело 126 становника.

## Географија
Налази се на ушћу реке Дрињаче у Дрину.

## Историја
Завршена је 1905. године нова православна црква у новој парохији Дрињачи. Заслуга је то поред бројних приложнка и младог пароха Тимотија Поповића. То је молитвени дом грађен од камена, са кубетом, покривен црепом, окречен бело споља и изнутра, који је поникао уз цесту, а на пола километра од ћуприје. На 15 метара виском звонику је обешено једно звоно. Храм је изградио даровити сељак неимар Стојан Милешевић (који је радио и у Сребреници), а иконостас осликао познати академски сликар Спиридон Шпиро Боцарић из Сарајева.

## Образовање
У насељу се налази Основна школа „Јован Цвијић“.

## Становништво
Према попису становништва из 1991. године, насељено место Дрињача имало је 238 становника, следећег националног састава:
| Националност | 1991. |
| Муслимани    | 199   |
| Срби         | 33    |
| Југословени  | 5     |
| Хрвати       | 1     |
| остали       | 0     |
| Укупно       | 238   |

| Демографија | Демографија | Демографија |
| Година      | Становника  | Становника  |
| ----------- | ----------- | ----------- |
| 1948.       | 169         |             |
| 1953.       | 179         |             |
| 1961.       | 172         |             |
| 1971.       | 207         |             |
| 1981.       | 209         |             |
| 1991.       | 238         |             |
| 2013.       | 126         |             |